# جيمس دبليو. ماكلولين
جيمس دبليو. ماكلولين (بالإنجليزية: James W. McLaughlin)‏ هو مهندس معماري أمريكي، ولد في 1 نوفمبر 1834 في سيويكلي في الولايات المتحدة، وتوفي في 1923.